# Andreas Hopmann
Andreas Heinrich Dietrich Carl Hopmann (* 30. März 1870 in Gemünden, Kreis Soest; † 1. April 1943 in Ludwigshafen am Rhein) war ein deutscher Kommunalpolitiker; er war Bürgermeister von Hettstedt im Südharz und danach in Kettwig im Ruhrgebiet.

## Leben und Wirken
Andreas Hopmann wurde 1898 und im November 1910 jeweils für zwölf Jahre zum Bürgermeister der Stadt Hettstedt im Südharz gewählt.
Seine letzte Amtszeit in Hettstedt wurde vorzeitig beendet, denn am 12. Oktober 1916 wurde Hopmann für zwölf Jahre zum Bürgermeister der Stadt Kettwig im damaligen Kreis Essen gewählt. Er löste seinen Vorgänger Bürgermeister Wilhelm Thiermann ab. Die Amtseinführung fand am 16. Januar 1917 statt. Im Jahr 1929 wurde er für eine weitere Legislaturperiode wiedergewählt. In Personalunion war er gleichzeitig Bürgermeister der Stadt Kettwig und der Bürgermeisterei Kettwig-Land, zu der die Gemeinden Heisingen, Umstand und Vierhonnschaften gehörten. Die Stadt Kettwig wurde 1929 dem Landkreis Düsseldorf-Mettmann zugeschrieben, da mit der Kreisfreiheit der Stadt Essen der Landkreis Essen aufgelöst wurde. Auf eigenen Antrag ließ Hopmann sich zum 1. April 1931 in den Ruhestand versetzen. Sein Nachfolger wurde Friedrich Ulrich.
Am 24. März 1923, zur Zeit der Ruhrbesetzung, wurde Andreas Hopmann aufgrund der Weigerung, einen Requisitionsbefehl der französischen Besatzungsbehörden auszuführen, durch das französische Polizeigericht zu vier Monaten Haft und 500.000 Mark Geldstrafe verurteilt. Man brachte ihn ins Gefängnis in Düsseldorf-Derendorf und überführte ihn Anfang Mai nach Zweibrücken in Rheinland-Pfalz.

## Ehrungen
Am 25. Oktober 1927 wurde in Essen-Kettwig der Hopmannplatz nach Andreas Hopmann benannt. Das geschah zum Dank dafür, dass er als Bürgermeister die Mustersiedlung am Bögelsknappen gefördert hatte.